# Prienai
Prienai (tyska: Prenn eller Prenen, polska: Preny) är en stad i Litauen som ligger vid floden Njemen. Staden hade 9 867 invånare 2011. Staden omnämns för första gången i ett dokument från 1502.